# Erentraud Flügel-Kahler
Erentraud Flügel-Kahler, geborene Kahler (* 26. Juli 1936 in Klagenfurt), ist eine österreichische Mineralogin.
Erentraud Kahler studierte an der Universität Graz, wo sie 1958 zum Dr. phil. promoviert wurde. Von 1958 bis 1960 war sie am Mineralogischen Institut der Universität Wien Assistentin. Am Kristallographischen Institut der Universität Göttingen nahm sie von 1960 bis 1962 ein Forschungsstipendium wahr. Am Institut für Strukturforschung der Technischen Hochschule Darmstadt war sie von 1963 bis 1964 Assistentin.
Sie war Mitarbeiterin ihres Mannes, des Geologen und Paläontologen Erik Flügel, mit dem sie zusammen publizierte und von 1979 bis 2003 die Zeitschrift Facies herausgab. Aus ihrer Ehe gingen die Kinder Ursula, Gerald und Christof Flügel hervor.

## Schriften
- mit Erik Flügel: Mikrofazielle und geochemische Gliederung eines obertriadischen Riffes der nördlichen Kalkalpen (Sauwand bei Gußwerk, Steiermark, Österr.). In: Mitt. Mus. Bergb. Geol. Techn. Landesmuseum Joanneum 24, 1963, S. 1–128.
- mit Erik Flügel: Stromatoporoidea (Hydrozoa palaeozoica). In: Foss. Catalogus, I: Animalia. Gravenhage 1968, S. 1–681.
- mit Erik Flügel: Algen aus den Kalken der Trogkofel-Schichten der Karnischen Alpen. In: Carinthia Sonderhefte 36, 1980, S. 113–182.
- mit Erik Flügel: Die Kalkalge Anthracoporella spectabilis PIA aus dem Oberkarbon der Karnischen Alpen: Ein Vergleich mit rezenten dasycladalen Grünalgen. In: Mitteilungen der Abteilung Geologie Palaeontologie und Bergbau am Joanneum. SH 2, 1998, S. 175–197 (zobodat.at [PDF]).